# Syd Barrett
Roger Keith Barrett, detto Syd (Cambridge, 6 gennaio 1946 – Cambridge, 7 luglio 2006), è stato un cantautore, chitarrista e compositore britannico, fondatore e leader dei Pink Floyd dal 1965 al 1968 quando, a causa della sua sempre più continua alienazione dovuta all'uso di sostanze psicotrope, principalmente LSD, venne allontanato dal gruppo dal suo amico e componente dei Pink Floyd Roger Waters e, dopo una breve carriera solista, si ritirò dalle scene definitivamente. Barrett, fino alla morte nel 2006, si dedicò alla pittura e al giardinaggio, disinteressandosi della popolarità e facendosi vedere in pubblico sempre più raramente, alimentando così ancora di più la sua leggenda.
Prima di ritirarsi incise due album da solista, The Madcap Laughs e Barrett, pubblicati nel 1970. La sua vicenda influenzò parte della successiva produzione dei Pink Floyd, in particolare gli album The Dark Side of the Moon, Wish You Were Here e The Wall.
L'innovativo stile chitarristico di Barrett e la sua propensione all'esplorazione di tecniche sperimentali, come l'utilizzo di dissonanze, distorsione, e feedback, ebbero un enorme impatto su molti musicisti, improponibile stilare numeri su artisti e band che hanno preso ispirazione da Syd Barrett, dai Beatles ai Queen, da David Bowie a Brian Eno a Jimmy Page. Su di lui sono state scritte numerose biografie sin dagli anni ottanta. Secondo la critica, generi musicali quali noise rock, rock alternativo, indie rock e punk rock subiranno da lì in avanti l'influenza dello stile di Barrett in maniera significativa. Nonostante la breve parabola creativa, è considerato uno dei maggiori artisti nella storia del rock, e in particolare della corrente psichedelica. Nel 1996 è stato inserito nella Rock and Roll Hall of Fame come membro dei Pink Floyd.

## Biografia

### Infanzia
Roger Keith Barrett nacque il 6 gennaio 1946 a Cambridge, nel Regno Unito, quarto dei cinque figli di Arthur Max Barrett (1909-1961), un medico anatomista che nel tempo libero si dedicava alla pittura e alla coltivazione di funghi. Inoltre suonava nella Cambridge Philharmonic Society, cosa che suscitò la passione per la musica del figlio. Sino a 14 anni, però, il ragazzo pose la musica in secondo piano, preferendo la scrittura e il disegno: si concentrò in particolare sui giochi di parole e altri espedienti letterari, come onomatopee e assonanze. Il suo eroe letterario in questo periodo fu Edward Lear, il re del nonsense, che, come lui, amava la pittura.
Syd iniziò ad appassionarsi veramente alla musica dopo i 14 anni, mentre suo fratello maggiore Alan imparava a suonare il sassofono: a questo punto, visto l'exploit delle skiffle bands, Syd acquistò il suo primo strumento musicale, un ukulele.
Prima di passare alla chitarra, Barrett si interessò al banjo (nel periodo della Elvis-mania), ma l'unica corrente del rock and roll che lo interessava era quella di Bo Diddley, i riff degli Shadows e di Buddy Holly. A 14 anni, iniziò a suonare la chitarra folk, insieme a un suo amico, John Gordon. 
Syd non fu l'unico soprannome dato a Barrett. A scuola divenne noto come Syd the Beat, Syd-Knee e Sydernee. Rimase Roger, anzi Rog, per la sua fidanzata, Libby Gausden, con la quale ebbe una relazione dal 1961 al 1964.

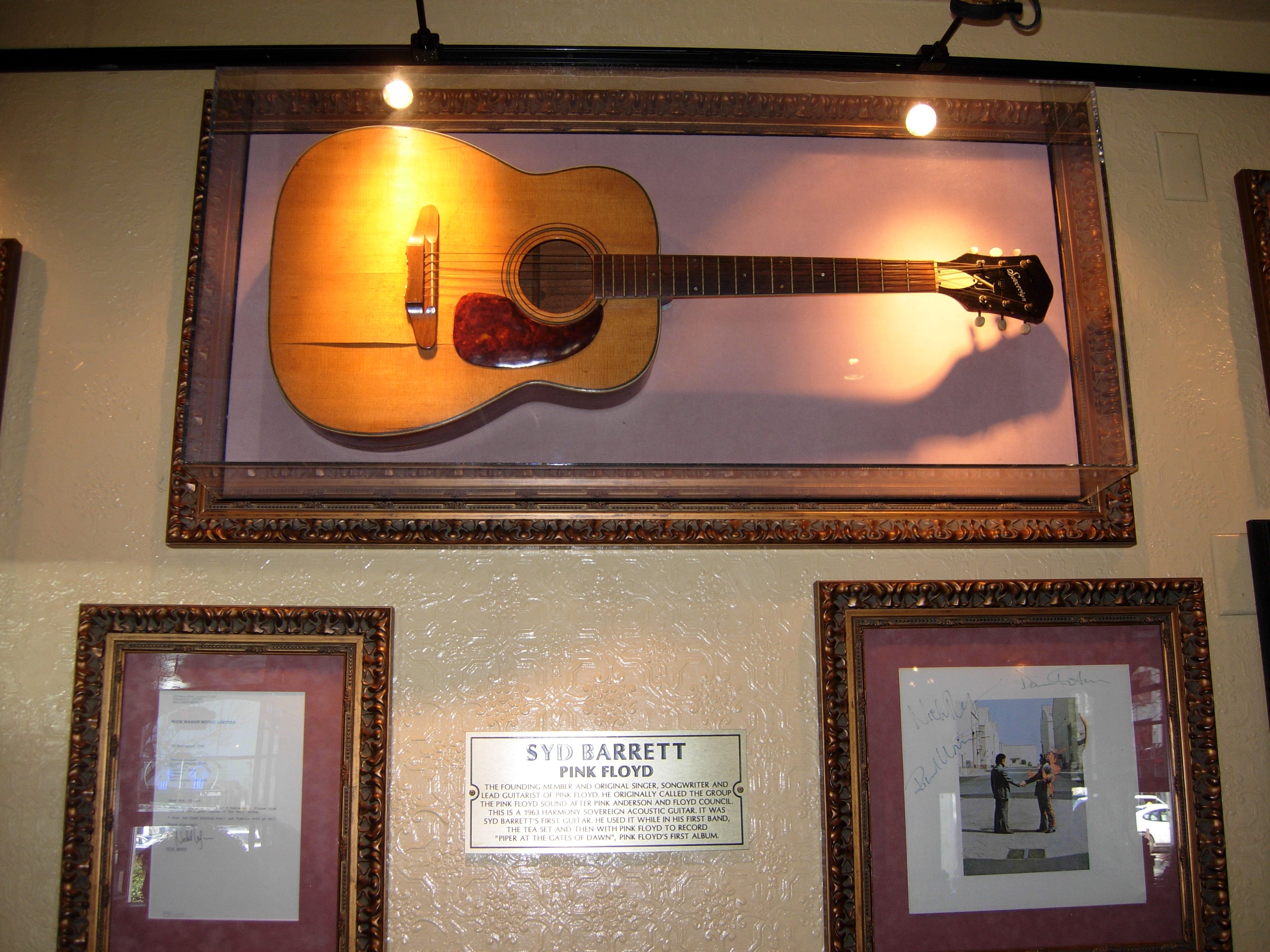
La prima chitarra di Syd Barrett

### Adolescenza
Le cose iniziarono a cambiare molto presto: dai 14 anni in poi molti studenti della nuova Cambridge, appena entrata negli anni sessanta, sperimentavano le droghe du jour, come speed e cannabis. A partire dal 1963, dagli Stati Uniti d'America iniziò poi a diffondersi l'LSD, il primo tra le sostanze psichedeliche di larga diffusione, che si diffuse più rapidamente nella piccola Cambridge che in tutto il resto d'Europa.
Nel 1961 accaddero diverse cose che segnarono Barrett: iniziò la relazione con Libby, comprò la sua prima chitarra elettrica e assistette alla morte del padre Max (nel diario scrisse solo la frase Poor Dad died today — Il povero papà è morto oggi).
Presto casa Barrett divenne il quartier generale per la prima band di cui Roger fece parte: i Geoff Mott and the Mottoes. Roger Waters, amico di Barrett, stava iniziando a suonare il basso e, di tanto in tanto, prendeva parte alle prove. La band si dilettava in alcune cover rhythm and blues. Il gruppo si sciolse dopo uno spettacolo.
Waters andò a studiare al Regent Street Poly di Londra, insieme a un altro amico di Barrett, Bob "Rado" Klose, mentre Syd iniziò un corso alla Camberwell School of Art. Nelle vacanze, Roger e Syd pensarono di mettere su un nuovo gruppo, ma ci riuscirono solo nel 1965. Intanto Syd compose due delle sue prime canzoni: Golden Hair e Effervescing Elephant, la prima tratta dal Chamber Music di James Joyce e la seconda da un testo di Lear.
Il giovane continuò a dipingere e comporre, sempre giocando su non-sense e assonanze. Già in quel periodo, però, Barrett aveva iniziato a consumare modeste quantità di marijuana, come riferiva in svariate lettere inviate da Londra alla sua fidanzata. Dopo un po' Barrett e la Gausden si lasciarono. Erano troppo diversi: la Gausden era una ragazza di buona famiglia, mentre Barrett era un beat. Ciò nonostante, Syd la ricorderà nella trilogia dell'amore dell'album The Madcap Laughs.
Al college l'irrequieta personalità di Barrett si fece notare immediatamente. Syd riallacciò i contatti con il chitarrista John Gordon e con l'amico d'infanzia David Gilmour, nel frattempo diventato musicista. Non a caso di lì a poco Gilmour metterà su, insieme a Gordon e altri ex Mottoes, i Jokers Wild, band che eseguiva cover dei Four Seasons e dei Beach Boys.

### Carriera musicale

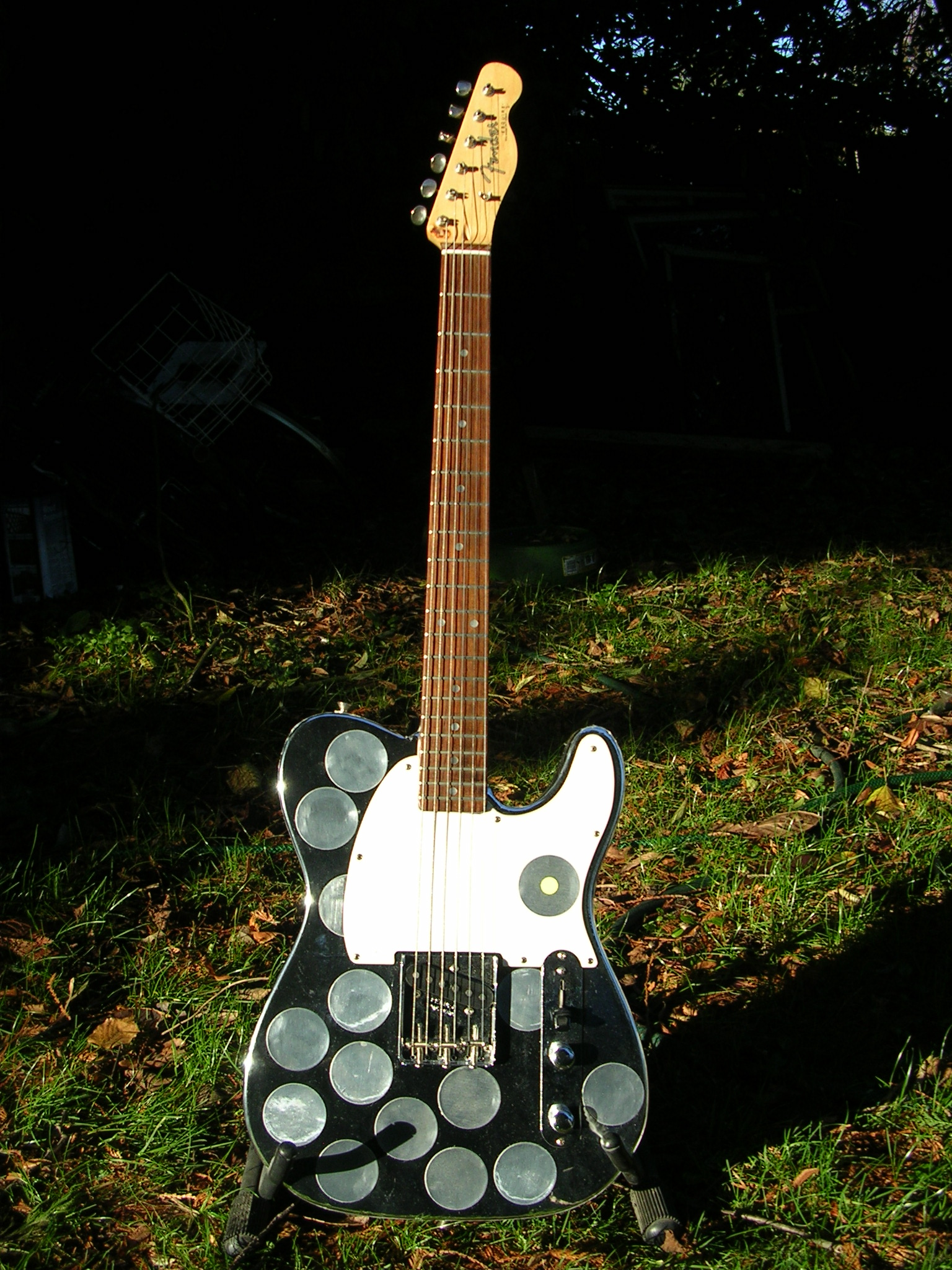
La sua Fender Esquire specchiata

All'Art School aveva tempo per dipingere e per suonare, così Barrett iniziò a seguire il proprio sogno di formare una band insieme a Waters e Klose. I due avevano iniziato senza di lui, unendosi ad altri studenti, formando i Sigma 6 (conosciuti anche come Abdabs, Screaming Abdabs, Meggadeaths e T-Set) e suonando durante alcune feste al college. Da quando Barrett si aggregò, il gruppo divenne noto come Spectrum Five. Questa prima formazione aveva Waters al basso, Klose alla chitarra e due colleghi di Waters alla tastiera e alla batteria: Richard Wright e Nick Mason. Barrett era la chitarra ritmica e sostituiva l'ormai sempre più assente Chris Dennis. La cantante Juliette Gale, che diventò poi moglie di Wright, partecipava occasionalmente come corista.
Appena entrato nel gruppo, Barrett comprò una Fender Esquire, ornata da piccoli specchi circolari. In molti notarono che, in questa fase, Barrett si limitava a recitare un ruolo, non a viverlo. Presto la band conobbe Mike Leonard, un tecnico delle luci che mise a loro disposizione la propria abitazione a Highgate: mentre i ragazzi suonavano i loro brani, Leonard li accompagnava con i cosiddetti light shows, proiettati su una parete o sulla band stessa. In quel periodo il gruppo si faceva chiamare anche Leonard's Lodgers.
Nella residenza di Highgate, tra una pausa e l'altra, Syd iniziò a comporre canzoni come Astronomy Domine: lo aiutarono i molteplici libri e la biblioteca di suoni incisi su nastro messi a disposizione da Leonard e che tornò utile in svariate canzoni del primo album del gruppo, The Piper at the Gates of Dawn.

#### Pink Floyd
(Syd Barrett e un giornalista discutono sull'origine del nome della band)
Nel 1965 Barrett inventò il nome Pink Floyd Sound, e poi il nome definitivo: Pink Floyd, dal nome di due dei suoi bluesmen preferiti Pink Anderson e Floyd Council. Barrett disse tuttavia ai giornalisti che il nome gli era stato suggerito dagli alieni. Pink e Floyd erano anche i nomi dei suoi due gatti. Il passo successivo fu il furgone Floyd, per trasportare l'attrezzatura da un concerto all'altro: Barrett dipinse sul parafango il nome Pink Floyd con vernice nera e rosa.
All'estate del 1965 risalgono i primi bootleg dei Pink Floyd Sound, due canzoni composte da Barrett e Klose: Lucy Leave e la cover di (I'm A) King Bee di Slim Harpo, già incisa l'anno precedente dai Rolling Stones per l'omonimo album di debutto. Davanti allo stile che la band stava acquisendo, alla delirante follia dell'ultima trovata di Syd, la canzone Bike, il primo chitarrista Bob Klose, purista del blues, decise di abbandonare Barrett e compagni.
Pochi giorni dopo Barrett tornò a Cambridge, dove iniziò una relazione con Lindsay Corner e partecipò al film amatoriale di Nigel Lesmoir-Gordon, intitolato Syd's First Trip. Nel film Barrett assume svariate droghe. Barrett si recò poi a Saint-Tropez con diversi amici di Cambridge, tra cui il chitarrista David Gilmour. Tornati in Inghilterra, i due si separarono di nuovo: Gilmour andò in tour con i Joker's Wild, e Barrett tornò a Londra con la nuova fidanzata.
Barrett continuò a scrivere canzoni, influenzato dai gruppi che ascoltava in quel periodo: i Byrds e i Fugs.  Seguì un periodo sentimentale tumultuoso per l'artista: si lasciò più volte con Lindsay, stando temporaneamente con le concittadine Jenny Spires (la Jennifer Gentle di Lucifer Sam) e Kari-Ann Moller.
I Pink Floyd si esibivano prevalentemente nei locali della scena underground: nel 1965 fecero solo due concerti ma l'anno successivo riuscirono a farsi notare. Attraverso Nigel Lesmoir-Gordon, conobbero il promoter Steve Stollman, che li ingaggiò per una serie di concerti al Marquee Club di Londra. Già ad aprile del 1966, i più grandi fan di Barrett erano la futura rockstar David Bowie e il futuro manager dei Sex Pistols Malcolm McLaren. A notare Barrett e i Pink Floyd furono Peter Jenner e Andrew King, due imprenditori di etichette musicali indipendenti che ne colsero subito il potenziale commerciale. Il 31 ottobre di quell'anno i Pink Floyd firmarono un contratto con i manager, impegnandosi in una serie di concerti in cambio di nuova attrezzatura e uno stipendio di 5 sterline a settimana.
Gli spettacoli e i concerti, in tutta Londra, divennero sempre più frequenti e sempre più bizzarri: all'inaugurazione dell'International Times, ad esempio, oltre all'abbondante quantità di LSD e altri generi di droghe, il pubblico poté assistere alla presenza di un alquanto stravagante Paul McCartney vestito da sceicco arabo e una altrettanto appariscente Marianne Faithfull travestita da suora. Fu in questo periodo che la creatività di Barrett fu spinta al massimo: accanto alla ballata psichedelica Matilda Mother, compose il classico dell'acid pop See Emily Play.
Durante i primissimi concerti della band, Barrett era in grado di ipnotizzare il pubblico, come ricorda Pete Brown: «Syd Barrett faceva un incredibile lavoro sul palco. Era estremamente poetico e potevi quasi dire che prendeva vita nei "light shows": una creatura dell'immaginazione. I suoi movimenti parevano orchestrati per armonizzarsi con le luci e sembrava un'estensione naturale, l'elemento umano, di quelle immagini liquide».

#### 1967: il debutto discografico e i primi problemi
Il 1967 fu il vero anno della svolta per Barrett e compagni: dopo una serie di fortunati concerti in vari college di tutto il Regno Unito, la band divenne attrazione fissa per il noto locale della nuova Londra UFO Club. Joe Boyd, amico di Peter Jenner, portò i Pink Floyd in sala di registrazione a gennaio, per registrare il loro primo 45 giri per la EMI. Il lato A del singolo fu Arnold Layne, un pezzo che Barrett aveva composto basandosi su un personaggio realmente esistito, vissuto a Cambridge, mentre il lato B era una rivisitazione meno esplicita di Let's Roll Another One, intitolata Candy and a Currant Bun.
Per promuovere il primo singolo, i Floyd si fecero aiutare da un loro amico regista e girarono un breve video in bianco e nero per Arnold Layne e un altro a colori per una traccia di Barrett ancora non pubblicata ma già composta: The Scarecrow. Ad aprile, dopo una serie di concerti nei Paesi Bassi, Barrett e i suoi Floyd si precipitarono alla periferia di Londra, dove si stava svolgendo il 14 Hour Technicolor Dream, un lungo concerto a cui la band riuscì a contribuire solo all'alba. Già allora, tra i troppi concerti e la continua richiesta di nuovo materiale da parte della casa discografica, Barrett iniziò a essere profondamente stanco.
Sue Kingsford, amica di Barrett, dichiarò che in quel periodo Syd si recava spesso da uno spacciatore di LSD soprannominato capitan Bob; Andrew Rawlinson, conoscente di Barrett, aggiunse che «in quel periodo era talmente tanta la gente che prendeva acido che, se avevi già assunto ingenti quantità di LSD in passato, era normale "farsi un trip" anche solo guardando chi lo stava facendo». e «A quei tempi l'acido era cinque volte più potente di quello in circolazione oggi; prendendo 250 microgrammi potevi fare un "trip" lunghissimo; alcuni però credevano che potevi apparire normale e contemporaneamente fare brevi "trip" prendendone 50 al giorno: e forse era proprio questo che faceva Syd».
A queste dosi già pesanti, Barrett aggiungeva cannabis e qualche sporadica pillola di Mandrax, un farmaco che induce effetti simili alla morfina se assunto con alcol. Nei cinque mesi seguenti, Barrett e compagni si chiusero in studio per lavorare al primo LP, The Piper at the Gates of Dawn, prodotto questa volta da Norman Smith.
Smith era una persona più severa di Boyd e forse meno adatta a dirigere le sessioni con Barrett. Il produttore ricorda infatti in questo modo le prove con Syd: «Mi domando spesso come abbiamo fatto a terminare l'album, a creare qualcosa. Lavorare con Syd era veramente un inferno. Non penso di avere mai lasciato una singola sessione senza una fortissima emicrania. Syd non sembrava aver entusiasmo per niente. Lui cantava una canzone, io lo chiamavo in studio e gli davo qualche dritta. Poi lui tornava in sala registrazione e continuava a cantarla nello stesso modo, infischiandosene dei miei consigli. A volte cambiava anche le parole, non aveva disciplina. Parlare con lui era come parlare a un muro, perché il suo viso era senza espressione. I suoi testi erano semplici e infantili, come lui: proprio come un bambino, per un attimo era su, e il secondo dopo giù».
Lindsay Corner pensa invece che a Syd piacesse la parte del pazzo e che si divertisse a recitarla, apparendo sempre più strano di minuto in minuto. Jenner, invece, ammirava lo stile delle registrazioni: «Syd aumentava e diminuiva il volume di tutte le tracce, apparentemente senza alcuna regola. Non faceva nulla se non era fatto in maniera artistica. Voleva essere una sorta di Jackson Pollock della musica». Ma il comportamento di Syd non era ancora giunto alle estreme conseguenze, e la band continuava a tollerarne le trovate più stravaganti.

#### Crollo psicologico
Il primo netto cambiamento in Syd fu rilevato da Boyd. Quando i Pink Floyd si presentarono all'UFO Club per promuovere il loro primo LP, Boyd notò che mentre gli altri membri del gruppo erano amichevoli, Barrett «mi guardava negli occhi [...] e nel suo sguardo non c'era un singolo battito di ciglia o un accenno di vitalità: come se non ci fosse nessuno in casa». Quando David Gilmour lo incontrò, due mesi dopo l'uscita dell'album, Syd quasi non lo riconobbe. Grazie al successo avuto con il secondo singolo (See Emily Play/The Scarecrow, uscito qualche mese prima dell'album) i Pink Floyd entrarono ufficialmente nella Top of the Pops inglese. Gli episodi che segnalavano la personalità irregolare di Barrett iniziarono di lì a poco. Quando fu invitato per la seconda settimana di seguito in studio, Syd si presentò in pigiama, mentre alla terza settimana, come ricorda Roger Waters, annunciò di non volere più partecipare alla trasmissione televisiva perché «se non lo faceva John Lennon, perché lui avrebbe dovuto?».
Di lì a poco, Barrett iniziò ad esibire quest'atteggiamento, a metà tra l'anticonformismo e il nonsense, anche nelle esibizioni dal vivo. A volte, mentre il resto della band suonava un pezzo, Syd si andava a sedere vicino ad un amplificatore, scordava la chitarra sino a quando era impossibile suonare e stava per tutta la durata del concerto fermo ad agitare il plettro su una nota. A volte non cantava nemmeno, lasciando che fossero Roger o Rick a occuparsi della voce. Juliette Wright riferì: «A volte pensavamo che stesse solo recitando la parte dell'anticonformista nella situazione "standard" di una band».
Di lì a poco, Syd divenne gravemente malato, come forse egli stesso era riuscito a capire. Il fratello maggiore Alan tentò più volte di convincerlo a farsi controllare da un medico, ma la risposta di Barrett, dice Andrew Rawlinson, era uno dei suoi enigmatici sorrisi assenti. Cambiamenti del genere furono notati anche dalla sorella minore di Syd, Roe: quando lei lo aveva chiamato per congratularsi del successo avuto con Arnold Layne, Barrett si era dimostrato quello di sempre; quando lo andò a trovare per complimentarsi del secondo successo, ottenuto con See Emily Play, Syd non era più se stesso.
I concerti andarono sempre peggio, tanto che la compagnia Blackhill cancellò tutta la scaletta dei Pink Floyd e prenotò una vacanza per Syd Barrett, Richard Wright, la moglie Juliette e Sam Hutt sull'isola di Formentera. Riviste del settore, come Melody Maker, diffusero la notizia che i Pink Floyd stavano per sciogliersi. Ma l'album continuava ad avere un inaspettato successo di pubblico e critica: l'unica cosa che il pubblico contestava (tra i tanti, ad esempio Pete Townshend) era che l'LP, al confronto con le esibizioni dal vivo, era un surrogato di fabbrica, che non riusciva a ricreare totalmente certi momenti mistici.
Il risultato, però, fu che la EMI iniziò a premere per nuovo materiale. Poco prima della vacanza, Barrett scrisse Scream Thy Last Scream (Old Woman with a Casket), un singolo che delineava il suo stato mentale. La EMI lo rifiutò e aspettò il ritorno di Barrett da Formentera per incidere qualcosa d'inedito.
Tornato a Londra, Syd passò parecchio tempo a nascondersi dalla EMI nei De Lane Lea Studios a Kingsway, sfruttando quel tempo per comporre un nuovo singolo. Un tentativo fu la lunatica Vegetable Man, canzone spesso citata come prova della sua malattia. Se le stravaganze dei singoli di Barrett rimanevano ancora tollerabili, ciò che il gruppo iniziò a non sopportare era il comportamento del suo frontman, sempre più erratico.
Per l'album successivo, A Saucerful of Secrets, Waters pensò che le tracce da inserire potevano essere alcuni pezzi scritti da lui e Wright. Barrett ideò a questo punto una nuova traccia, Jugband Blues, un brano che si contraddistingue per il lungo intervallo improvvisato dall'Esercito della Salvezza Britannico e per il suo testo a metà tra l'ironico e il malinconico. Per questo album, Syd suonò la slide guitar in Remember a Day e diede un minimo contributo per Let There Be More Light. Ma il mercato continuava a esigere un altro singolo.

#### Ulteriori problemi con i Pink Floyd
Dovendo partire per un tour negli Stati Uniti d'America, Barrett si affrettò a comporre un nuovo singolo e il risultato fu Apples and Oranges/Paint Box, che divise la critica e fu ignorato dal pubblico. Di contro, la band si sentì sollevata, sebbene temporaneamente, perché era riuscita a soddisfare le esigenze dell'etichetta discografica.
Il gruppo partì alla volta della California, dove la scena musicale era molto più esigente dei piccoli club underground inglesi. Questo viaggio fu determinante per il futuro della band: in seguito ai comportamenti sempre più compromettenti di Barrett, che non era riuscito a seguire il playback in una trasmissione, aveva dato di matto in un'altra e, secondo alcune voci, aveva anche abbandonato un concerto per scappare a bordo di una Cadillac verso un luogo indefinito, Waters disse a King di volere risolvere il problema con Syd.
I Pink Floyd tornarono poi nei Paesi Bassi, dove Barrett non accennò nemmeno a suonare e si limitò a sfiorare con le dita le corde della sua chitarra. Il giorno dopo parteciparono a una serie di concerti insieme a Jimi Hendrix, gli Amen Corner, i Move e i Nice. Davy O'List dei Nice suonò al suo posto in diverse occasioni per quei concerti; quando la rivista Melody Maker gli chiese il perché dello scarso successo di Apples and Oranges, Barrett rispose «Non me ne frega molto».
Lindsay Corner ricorda che Syd iniziò a chiudersi sempre di più e a diventare di giorno in giorno sempre più strano. Fino al dicembre del 1967, Barrett continuò a suonare sporadicamente con la sua band, ma a Natale di quell'anno Waters chiese al chitarrista David Gilmour, vecchio amico di Barrett, di unirsi ai Floyd come chitarrista di supporto; in verità, Gilmour entrò a far parte della band come chitarra solista, mentre a Syd furono assegnati voce e chitarra ritmica.
Gilmour entrò ufficialmente nella band il 3 gennaio 1968. Inizialmente Barrett quasi ignorò l'ingresso di un nuovo membro: sapeva solo che Gilmour era un chitarrista molto bravo, come lo sapeva anche Nick Mason, che già aveva suonato con lui in uno spettacolo a Soho. La band si chiuse negli studi di registrazione per una settimana, prima di ritornare in tour. L'avvenimento più grave accadde proprio in quella settimana: Barrett si recò in sala prove e annunciò di avere composto una canzone intitolata Have You Got It, Yet?. Secondo l'idea di Barrett, lui doveva cantare Have You Got It, Yet? e Waters doveva rispondere No!, suonando un ritmo molto semplice sia alla chitarra che al basso, ma Barrett iniziò a suonare la canzone con la chitarra scordata e andò cambiando tonalità sempre di più, sino a quando Waters non riuscì più a seguirlo. Decenni più tardi, Waters rivelerà ciò che aveva pensato qualche ora dopo aver assistito a quella scena: secondo lui, Barrett stava chiedendo di non comprendere una canzone di una persona che non voleva essere compresa.

#### Abbandono dei Pink Floyd
La settimana successiva i Floyd fecero quattro spettacoli, in cui Syd sembrò essersi ripreso, anche se di poco: il lavoro sul palco era svolto dal nuovo promettente chitarrista. Per il quinto concerto, che si tenne il 26 gennaio, il gruppo doveva recarsi a Richmond. Passando da Holland Park Avenue, vicino a casa di Syd, uno dei componenti, nessuno ricorda chi, chiese: «Non dobbiamo passare a prendere Syd?». A tale domanda non seguì alcuna risposta. Ebbe così inizio l'abbandono di Syd. David Gilmour e Roger Waters lo confermano. Fu così, dunque, che tutto finì e tutto iniziò. Waters aggiunse poi: «Syd era la gallina che aveva scoperto l'uovo d'oro». Barrett era diventato una minaccia per i tour dei Floyd.
Syd possedeva ancora la scaletta dei concerti, e qualche settimana dopo si presentò all'Imperial College, per una loro esibizione dal vivo. Waters ricorda quanto fu orribile dovere cacciare il loro amico dal palco, dicendogli che quella sera non avrebbe suonato con loro. Al Middle Earth, Syd si sedette di fronte al palco, fissando Gilmour negli occhi durante tutto il concerto. Secondo il "piano iniziale", Gilmour doveva supportare Barrett, non soppiantarlo e Barrett fu ferito da questo comportamento.
Altri ricordano una proposta fatta a Barrett: diventare come il Brian Wilson dei Beach Boys, il genio e compositore del gruppo che non suonava più dal vivo per problemi simili. Un paio di settimane dopo i concerti, durante un incontro tra King, Jenner e Barrett, Waters rimase esterrefatto nello scoprire che Syd, lontano dall'accettare un "ruolo Wilson", parlava di tornare nella band, «magari insieme a un sassofonista e qualche corista», ma gli altri quattro membri del gruppo non supportarono l'idea di Barrett, e la Blackhill Enterprises, la compagnia che si occupava dei tour nel Regno Unito, si sciolse. Barrett uscì ufficialmente dalla band il 6 aprile 1968: i suoi manager continuavano a essere Jenner e King, che peraltro avevano più fiducia nella carriera musicale di Barrett che in quella del resto dei Pink Floyd.
In quel periodo Barrett toccò il fondo, per poi lentamente risalire.

#### Carriera solista
Tra maggio e luglio del 1968, Jenner portò Barrett in studio, per registrare materiale nuovo. Il risultato furono versioni embrionali di canzoni che avrebbero visto la luce sui suoi due LP da solista e due lunghe improvvisazioni chiamate Rhamadan e Lanky. Barrett non era più uno adatto a suonare; a volte dimenticava la chitarra, in casi più gravi rompeva l'attrezzatura messa a disposizione dalla EMI, altre volte non riusciva a tenere in mano il plettro. Da agosto in poi, Jenner e King videro Barrett sempre di meno; e fu lo stesso per i suoi coinquilini.
Secondo Aubrey "Po" Powell, «Syd sapeva ancora essere molto lucido e divertente, ma era anche alienato. Ti fissava, a volte per ore, senza aprire bocca. In quell'appartamento avevamo tutti a che fare con gli eccessi di acido degli anni passati, e quando ci si sente così fragili, come tutti noi, non vuoi saperne molto di uno che è lì per grazia di Dio». In molti cercarono di aiutarlo: Waters, per esempio, prenotò una visita dallo psichiatra Ronald Laing, che però disse di non avere mai visto Barrett nel suo studio. È in questo periodo che si colloca molto probabilmente l'episodio riferito più tardi da Jonathan Meades, secondo cui Syd era stato chiuso nell'armadio: la realtà è forse ancora più cruda. Powell riferisce di avere visto Syd prendere a colpi di martello un lavandino rosso, nel bagno del suo appartamento, urlando «Fatemi uscire! Fatemi uscire!».
Barrett sfogava la sua frustrazione su Lindsay, picchiandola o bruciandola con i mozziconi di sigaretta. Quando i suoi amici gli dicevano di smetterla, Syd si arrabbiava con loro, a volte anche in maniera brutale. Quando Syd ruppe una chitarra contro Lindsay, Powell e Storm Thorgerson abbandonarono l'appartamento. Anche Lindsay abbandonò l'appartamento di lì a poco, perché Barrett le aveva bruciato tutti i vestiti.
«Per un po' di tempo, Liz visse nei sedili posteriori della Mini Cooper di June Child», ricorda Juliette Wright, «poi la convincemmo a trasferirsi a casa di Storm, a Hampstead», ma Barrett venne a conoscenza del posto dove Liz si era rifugiata e cominciò a spiarla, pedinarla e suonare il citofono; poi, forse per vendetta, iniziò una relazione con un'amica di Liz, Gala Pinion. Frequentò anche una ragazza eschimese chiamata Iggy, poi immortalata nella canzone di Barrett Dark Globe, nella frase («with Eskimo chain / I tattered my brain all the way»), e nelle foto interne della copertina di The Madcap Laughs.
Dall'autunno del 1968 Syd era senza una casa fissa. Ritornava con una certa regolarità a Cambridge, dove anche Win, la madre, gli consigliava di consultare un medico. A Londra stava fuori fino a tarda notte con amici e conoscenti casuali. Una volta dovette addirittura scappare dalla polizia, dopo essere stato tutta la notte con dei tossicodipendenti a Holland Park. Spesso, a piedi nudi, si recava a Battersea, un piccolo sobborgo appena fuori Londra, dove vivevano alcuni suoi vecchi amici: Anthony Stern, ex-collega alla Camberwell School of Art, Jenny Spires, ex-fidanzata, Rusty e Greta, due consumatori abituali di acido.
Syd iniziò ad aggiungere anche eroina alla sua "dose quotidiana" di hashish e metaqualone, come testimoniano alcuni suoi amici dell'epoca: «Syd spariva, ogni 40 minuti, agitato come mai. Poi tornava ed era stranamente molto, molto calmo».
All'inizio del 1969, Barrett affittò un appartamento a Earls Court Square, insieme a Duggie Fields, un suo amico pittore. In questo momento, Syd, mentre in pubblico era fidanzato con Gala Pinion, frequentava Iggy l'eschimese in privato. Inoltre, come riporta Fields, «aveva a che fare con dozzine di groupie, che gli si gettavano letteralmente addosso».
Entrambi si chiusero nelle loro rispettive camere: Fields per concentrarsi sui suoi dipinti, Barrett per proteggere quadri che diceva di dipingere ma che in realtà non stava dipingendo. Ricorda sempre Fields: «Passava la maggior parte del tempo a letto, sul materasso che aveva collocato sul pavimento. Aveva un potenziale infinito. Una decisione avrebbe limitato le sue possibilità».

#### The Madcap Laughs
In questo periodo Syd iniziò ad ideare le canzoni che sarebbero poi apparse sul suo primo LP da solista, The Madcap Laughs. A fine marzo, vari musicisti, tra cui i Soft Machine, accettarono di fare da session man per il nuovo album di Syd Barrett. Syd contattò il dirigente della Harvest, la nuova etichetta alternativa della EMI, Malcolm Jones, e gli chiese se era possibile registrare del nuovo materiale agli studi di Abbey Road. Jones si recò a Earls Court per ascoltare i nastri delle sessioni con Jenner e le nuove tracce che Syd aveva composto: Clowns and Jugglers (poi rinominata semplicemente Octopus), Terrapin, Love You e due ripescaggi del passato, Golden Hair e Here I Go.
Nonostante lo stile di Barrett fosse profondamente mutato — le nuove tracce erano per lo più acustiche, con molto poco di psichedelico — Jones accettò la proposta di Barrett e iniziò le registrazioni il 10 aprile 1969. Tre settimane dopo Barrett aveva registrato abbastanza materiale per un album. A causa dei repentini cambiamenti di tonalità e accordi, della sua riluttanza a ripetere una canzone più volte, della sua follia, dei problemi di droga e della sua impossibilità a comunicare in maniera limpida, queste sessioni ebbero una pessima fama. Ad esempio, una mattina, Barrett decise di dover inserire nella canzone Rhamadan il rombo di una motocicletta; a metà mattina, perse interesse nella cosa e piantò tutti in asso, senza preoccuparsene minimamente. Gilmour, a proposito delle sessioni di Madcap, dice: «Dieci prove per una canzone non è certo il massimo, ma non è neanche una cosa così tremenda».
La stravaganza di Barrett coinvolse anche queste sessioni. Robert Wyatt, session man per Barrett, chiese una volta a Syd in che tonalità fosse la canzone che stavano registrando e Syd si limitò a rispondere «Divertente!»; e quando Wyatt gli sottolineò il fatto che il tempo era stato cambiato da due battute e mezzo a cinque, Barrett rispose: «Davvero? Forse potremmo fare la parte centrale più buia e quella finale più da pomeriggio, perché per ora è troppo ventosa e glaciale». Per questo suo stile che ricordava un quadro mai completato, Wyatt definisce oggi quel nuovo stile di Syd Barrett come una sorta di proto-punk.
David Gilmour, che lavorò insieme a Roger Waters alle sessioni di Madcap, aggiunge poi che le sessioni con Barrett erano difficili, ma ispirate, e descrive un aneddoto sulla canzone Octopus: «Avevamo tutti il testo davanti, ma [Syd] inserì lì una frase dal nulla: "Little minute gong coughs and clears his throat". Non ha niente a che fare, musicalmente parlando, con la canzone, ma funziona perfettamente. L'unica altra persona che poteva spezzare il tempo — ignorando il numero di battute in favore dei testi — era John Lennon».
La EMI era spazientita dall'atteggiamento di Barrett: aveva lavorato per tre settimane di fila, ma il risultato era un album caotico e completato solo in parte. Jones chiamò allora i due ex compagni di Barrett, Waters e Gilmour, per completarlo nel più breve tempo possibile. Syd andò in vacanza a Formentera, dove, a parte qualche episodio tipicamente Barrettiano, egli apparve in gran forma. In agosto partecipò anche come spettatore alla seconda edizione del festival dell'isola di Wight con Iggy.
In autunno, Gilmour lavorò per due giorni di seguito — insieme a Barrett — all'album, terminandolo. Gilmour stesso gli diede il titolo, pescato casualmente nel delirante testo di Octopus ("The madcap laughs at the man on the border"). La copertina fu chiesta a Storm e Po, che ora lavoravano regolarmente al reparto grafico dei Pink Floyd. Mick Rock fu incaricato di scattare una fotografia nella residenza di Syd, a Earls Court Square. Rock notò subito che Barrett aveva messo il materasso, il giradischi, la chitarra e gli amplificatori tutti contro una parete, lasciando un grande vuoto al centro di un pavimento dipinto a strisce arancio e blu. Iggy girava nuda per casa. La foto per la copertina venne da sé. Gilmour aggiunge «Alcune parti del suo cervello erano ancora brillanti».

##### Barrett
I comportamenti di Syd divenivano sempre più bizzarri, come ricorda il suo coinquilino Duggie Fields: vendette la propria Mini per una Pontiac, lasciandola con le sicure aperte e una scritta Please Clean Me, fino a quando non fu data via. Iniziò a rimanere più tempo da solo; una volta scatenò un incendio in cucina, mentre cucinava patatine fritte. Fields ricorda che comunque, per i tempi, Syd non era poi tanto strano. «Una volta andai a stare a casa di un'amica, ma lei era peggio di Syd, così tornai a casa».
Nonostante il successo di Madcap, Syd era ancora particolarmente frustrato. Molto spesso andava dall'amico Duggie, nella stanza accanto, dicendogli «Guardati! Hai 23 anni e non sei ancora famoso!», aggiungendo poi, tra sé e sé, «E io lo sono già stato...». Seguirono altre decine di eventi bizzarri. Barrett iniziò a non curarsi più del proprio aspetto, lasciando che i vestiti si usurassero, i suoi capelli e la sua barba crescessero a dismisura. Dal 6 ottobre 1969, Syd iniziò a lavorare ufficialmente al suo secondo LP, recandosi in studio anche per registrare la chitarra solista sul brano di Kevin Ayers Religious Experience (Singing a Song in the Morning), sull'album Joy of a Toy. L'unica apparizione  è nella take 103, brano che appare come bonus track nel CD rimasterizzato nel 2003 alla traccia 14 (sebbene erroneamente accreditato nella traccia 11 take 9).
Il 24 febbraio 1970, Barrett registrò una sessione radiofonica per Top Gear, con il suo amico David Gilmour al basso e Jerry Shirley alla batteria. Gilmour ricorda che quel giorno Syd fu grandioso. Gilmour fu talmente impressionato dalle capacità che Syd dimostrò quel giorno da decidere di produrre il suo secondo LP, al quale partecipò in veste di tastierista Rick Wright. Tra le out-take dell'album, Bob Dylan Blues (inclusa poi nell'antologia Wouldn't You Miss Me?) può essere considerato come un ritorno acustico ai fasti di Bike.
Quell'estate Barrett si esibì alla Olympia Extravaganza, confermando ciò che la maggior parte delle persone sospettava da tempo: il vecchio Syd non esisteva più. Cosa provata da un altro aneddoto raccontato dal vecchio amico Roger Waters: questi incontrò Syd ai grandi magazzini Harrods di Londra, ma non appena Barrett lo riconobbe, scappò via, lasciando cadere a terra due buste piene di caramelle e dolciumi. Di lì a poco, Syd decise di abbandonare l'appartamento di Earls Court e di trasferirsi per un breve periodo di tempo a Cambridge, dove invitò anche Gala. Tornato alla propria casa d'infanzia, si stabilì nel seminterrato dove si divertiva a provare con Mott, Waters e John Gordon. Fu qui, tra i ricordi d'infanzia, che trovò il dipinto con gli insetti che diventò la copertina di Barrett, il suo secondo LP in studio.
Di lì a poco, Syd iniziò a sostenere di voler diventare un medico come il padre, e di voler fare coppia fissa con Gala. La madre di Syd organizzò una cena per fare incontrare i genitori dei ragazzi alla casa di Hills Road. Durante questa riunione, Syd sfoggiò un'altra volta il suo comportamento lunatico: nel bel mezzo di un discorso con Gala, le gettò addosso della salsa di pomodoro, senza che nessuno gli dicesse nulla. Quando arrivarono all'arrosto, Barrett si alzò da tavola e si chiuse in bagno. Quando uscì, s'era scorciato la zazzera di più di metà.
Fu solo l'inizio: nei giorni a seguire, Barrett diventò sempre più ossessivo nei confronti di Gala, tanto da spiarla durante i suoi turni lavorativi e da accusarla di frequentare Jerry Shirley, batterista degli Humble Pie. Gala abbandonò Londra e si trasferì definitivamente a Ely; nei giorni a seguire, ricevette una lettera indirizzata alla signorina Pinion e firmata R. K. Barrett, a cui presto se ne aggiunse un'altra in cui Barrett riprendeva l'idea del matrimonio e si firmava con un amichevole Syd. Gala era già a pezzi, ma andò a picco quando, mentre faceva da dogsitter per Shirley che era in concerto con gli Humble Pie, Syd si presentò in casa, iniziando a trattarla male. Gala lo cacciò di casa. Da allora Barrett non ebbe più una fidanzata.
La settimana successiva, Syd iniziò a rilasciare interviste per pubblicizzare il suo secondo LP da solista, comportandosi sempre in maniera piuttosto bizzarra. In una di queste, rilasciata a Steve Turner della rivista Beat Instrumental, arrivò a dichiarare di non sentirsi del tutto soddisfatto del disco appena registrato: «Le canzoni devono raggiungere un certo standard, che in Madcap è raggiunto probabilmente un paio di volte [...] In quest'altro disco solo un po', solo una eco». L'anno successivo (1971), Barrett non lavorò a nessun progetto musicale e rilasciò la sua ultima intervista a Mick Rock, che lo fotografò per Rolling Stone.

#### La breve e sfortunata esperienza con gli Stars
Syd si chiuse in uno stato di isolamento per mesi, tornando a Cambridge sporadicamente a far visita alla madre. Nel 1972 vi incontrò Twink, ex batterista dei Pink Fairies e sua vecchia conoscenza degli anni giovanili, e Jack Monck, ex bassista dei Delivery nonché marito della sua ex fidanzata Jenny Spires. Il 26 gennaio di quell'anno ebbe così la possibilità di tornare a esibirsi dal vivo accompagnando, insieme a Twink e Monck, il musicista blues americano Eddie "Guitar" Burns al King's College Cellar di Cambridge. Il giorno dopo l'esibizione, Twink ricevette una visita di Monck, il quale gli propose l'idea di coinvolgere Barrett nella creazione di un gruppo vero e proprio. Syd accettò la proposta, mettendo a disposizione del neonato trio il seminterrato di casa sua. Nacquero così gli Stars.
Dopo le primissime promettenti live, tra cui una al Dandelion Coffee e un'altra al Market Square, i tre vennero ingaggiati dal promoter statunitense Steve Bink, attratto dalle voci del clamoroso ritorno di Barrett sulle scene, per un'esibizione con la band americana MC5 al Corn Exchange di Cambridge. L'evento ebbe luogo il 24 febbraio ma non andò benissimo, e manifestò ancora una volta la condizione definitivamente confusionaria, instabile e indisciplinata di Syd.
Due giorni dopo, il 26 febbraio, gli Stars suonarono sempre al Corn Exchange insieme ai Nektar, stavolta con risultati più discreti. Ciò nonostante, alcuni giorni più tardi Barrett si recò a casa di Twink mostrandogli ferocemente la negativa recensione del cronista Roy Hollingworth di Melody Maker del concerto del 24 febbraio, e annunciandogli di voler chiudere con gli Stars. A poco più di un mese dalla nascita, dunque, il gruppo si sciolse.

#### Ultima fase di carriera e ritiro prematuro
Il 9 maggio 1972 Barrett chiuse il suo contratto con la EMI, e si impegnò a firmare un documento che poneva fine a ogni associazione tra lui e i Pink Floyd, cosicché rinunciò agli interessi finanziari derivanti dalle future produzioni della band.
Syd si ritirò nuovamente in sé stesso, sempre più lontano dalla vita pubblica e dalla musica. Spezzò l'isolamento solo per esibirsi occasionalmente nell'estate del 1973 in alcuni locali di Cambridge insieme a Jack Bruce, ex bassista e fondatore dei Cream. Di tali performance, tuttavia, non esistono registrazioni audiovisive né immagini fotografiche. L'unica testimonianza in tal senso giunge dallo storico paroliere di Bruce e dei Cream Pete Brown. Quest'ultimo prese infatti parte a una jam informale di poesia e musica, nella quale leggeva testi accompagnato dalla musica di Bruce. Giunto in ritardo nel club di Cambridge in cui avrebbe dovuto esibirsi con il bassista, Brown lo vide già sul palco con al suo fianco «un chitarrista che avevo vagamente riconosciuto» e che stava eseguendo Doodlin' di Horace Silver. Successivamente, durante l'esibizione, Brown lesse una poesia dedicandola a Syd, perché «è qui a Cambridge, ed è uno dei migliori cantautori del paese», allorché, con sua sorpresa, quel chitarrista che aveva notato in precedenza si alzò e disse: «No, non lo sono». Solo in quel momento Brown si accorse che si trattava proprio di Barrett. Sembra essere stata quella, dunque, la sua ultima esibizione in pubblico.
Alla fine di quell'anno, Barrett tornò a vivere a Londra, soggiornando in vari alberghi per poi stabilirsi, in dicembre, al Chelsea Cloisters Hotel. Aveva pochi contatti con altre persone, salvo i regolari incontri negli uffici del suo management per riscuotere i suoi diritti d'autore, e le visite occasionali da parte di sua sorella Rosemary.
Nell'agosto 1974  Jenner convinse Barrett a tornare negli studi di Abbey Road, sperando di produrre con lui un altro album. Secondo John Leckie, che organizzò le sessioni di registrazione, Syd in quel periodo «rassomigliava ancora a quando era più giovane [...] con i capelli lunghi». Le registrazioni durarono tre giorni e comprendevano tracce ritmiche blues caratterizzate da incerte e disarticolate sovraincisioni di chitarra. Barrett incise undici tracce, una sola delle quali ebbe un titolo: If You Go, Don't Be Slow. Dopo quest'ultima esperienza con Jenner, Syd vendette i diritti degli album solisti alla sua etichetta discografica e si ritirò per sempre dall'industria musicale. In quel periodo vi furono diversi tentativi di assumerlo come produttore discografico. Tra questi, uno di Jamie Reid per conto dei Sex Pistols e un altro dei Damned, che volevano producesse il loro secondo album Music for Pleasure. Tutti però si rivelarono infruttuosi.

### Shine On You Crazy Diamond
Nel 1975 i Pink Floyd pubblicarono l'album Wish You Were Here, contenente numerosi riferimenti a Barrett.
Durante la produzione dell'album, il 5 giugno 1975, negli studi di Abbey Road si presentò uno strano personaggio, obeso, completamente calvo, senza sopracciglia e con in mano una busta della spesa; si aggirava tra i presenti con aria distratta. Si trattava proprio di Barrett, riconosciuto dopo un bel po' da David Gilmour, tra lo stupore generale. Qualcuno gli chiese come avesse fatto a ingrassare tanto e Barrett rispose di avere a casa un grande frigorifero, pieno di carne di maiale. Poi i Pink Floyd, insieme a Barrett e alcuni altri collaboratori, ascoltarono Shine On You Crazy Diamond, proprio la canzone sull'album che più conteneva riferimenti a lui, e andarono a pranzo. Finito di mangiare, Barrett sparì senza salutare così come era comparso, lasciando Waters e compagni inebetiti e con le lacrime agli occhi. Nessuno degli altri Pink Floyd lo vide mai più; solo Roger Waters lo incontrò un'ultima volta alcuni anni dopo, mentre si trovava a fare spese nei magazzini di Harrods, a Londra.
Il comportamento di Barrett durante la sessione fu strano; passò gran parte del tempo a lavarsi i denti, e quando Roger Waters finalmente si decise a chiedergli cosa ne pensasse della canzone appena ascoltata, Syd rispose semplicemente: «suona un po' vecchia».

### Ultimo trentennio e morte

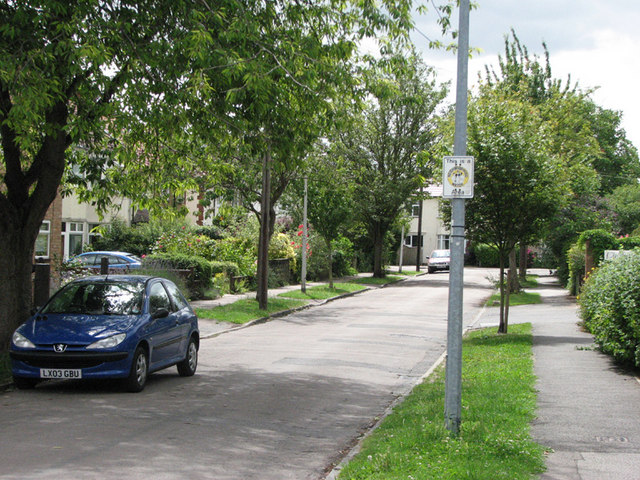
Cambridge: St Margaret's Square n. 6, dove Barrett visse gli ultimi anni della sua vita.

Da allora di Syd Barrett si persero apparentemente le tracce. In realtà era tornato a vivere nella sua vecchia casa a Cambridge assieme alla madre. Il materiale per il suo terzo lavoro musicale mai uscito, insieme ad altro materiale scartato e ad alcuni bootleg, fu pubblicato nel 1988 nella raccolta Opel.
Negli ultimi anni, l'ex leader dei Pink Floyd si faceva chiamare semplicemente Roger e continuò a vivere a Cambridge, ormai solo, in seguito alla morte della madre, isolato da tutto ciò che in qualche maniera poteva ricordargli il passato. Coltivava la sua passione per la pittura, dipingendo secondo uno stile astratto, e si dedicava al giardinaggio. I suoi vecchi compagni non lo contattarono più.
Nel 2005, durante il Live 8 che vide i Pink Floyd riunirsi eccezionalmente per quell'occasione, Roger Waters ricordò l'ex compagno, dedicandogli l'esecuzione di Wish You Were Here:
Syd Barrett morì a Cambridge il 7 luglio 2006, a 60 anni, per un tumore al pancreas. La notizia fu resa pubblica il 9 luglio. Due giorni dopo, Roger Waters, durante un concerto a Lucca insieme a Nick Mason, dedicò all'amico scomparso Wish You Were Here.

## Influenza e lascito artistico
L'influenza esercitata da Barrett sui primi Pink Floyd fu enorme: oltre ad aver ideato il nome della band, egli scrisse i primi fortunati singoli che ne decretarono l'affermazione definitiva, e fu autore di otto delle undici canzoni presenti sul loro album di debutto. Continuò ad aleggiare sopra il gruppo come una sorta di fantasma anche dopo la sua fuoriuscita dalla band. Brani dei Pink Floyd quali Brain Damage (su The Dark Side of the Moon) e, soprattutto, Wish You Were Here, e Shine On You Crazy Diamond (su Wish You Were Here) furono composti e dedicati a lui. Il declino di Barrett ebbe inoltre profondo effetto sullo stile compositivo di Roger Waters, e il tema della malattia mentale permeò tutti gli album successivi dei Pink Floyd. Molti altri artisti riconobbero l'influenza esercitata da Barrett sulle loro opere. Paul McCartney, Pete Townshend, Blur, Kevin Ayers, Gong, Marc Bolan, Tangerine Dream, Julian Cope e David Bowie ammisero apertamente di essersi ispirati alla folle genialità di Barrett; Jimmy Page, Brian Eno, e The Damned espressero tutti interesse alla possibilità di collaborare con lui durante gli anni settanta. In particolare Bowie, che fu sempre grande ammiratore di Barrett, registrò una cover di See Emily Play, includendola nel suo album del 1973 Pin Ups. La traccia Grass, presente sull'album degli XTC Skylarking fu scritta dopo che Andy Partridge fece ascoltare al compagno di band Colin Moulding la sua collezione di dischi di Barrett. La carriera di Robyn Hitchcock fu dedicata quasi del tutto all'emulazione della creatività di Barrett; egli arrivò persino a suonare Dominoes (canzone di Barrett) per il documentario del 2003 della BBC The Pink Floyd and Syd Barrett Story.
Nel 1987 fu pubblicato un album interamente dedicato a reinterpretazioni di canzoni di Barrett (con e senza i Pink Floyd) intitolato Beyond the Wildwood: gruppi indie inglesi ed americani quali The Shamen, Opal, The Soup Dragons, e Plasticland.
Altri artisti hanno composto tributi a Barrett. Il contemporaneo Kevin Ayers scrisse O Wot a Dream in suo onore. Robyn Hitchcock ha reinterpretato molti dei brani di Syd in carriera, e ha reso omaggio a lui nelle canzoni The Man Who Invented Himself e (Feels Like) 1974. I Phish reinterpretarono Bike, No Good Trying, Love You, Baby Lemonade, e Terrapin. I Television Personalities pubblicarono un singolo intitolato I Know Where Syd Barrett Lives ("So dove vive Syd Barrett") estratto dal loro album del 1981 And Don't the Kids Love It. Nel 2008, i The Trash Can Sinatras pubblicarono un singolo in onore alla vita e alle opere di Barrett intitolato Oranges and Apples. I proventi ricavati dalle vendite del 45 giri andarono alla fondazione Syd Barrett Trust in supporto agli artisti affetti da disagi mentali.
Negli anni successivi al suo ritiro dalle scene, il suo culto è aumentato a dismisura, passando dallo status di semplice popstar degli anni sessanta, a vera e propria icona dell'artista psichedelico visionario e maledetto. Sono state create fanzine esclusivamente a lui dedicate (la più famosa delle quali è stata Terrapin) e una Syd Barrett Appreciation Society che si occupava di documentare scrupolosamente tutti i suoi avvistamenti più recenti e si prefiggeva come scopo principale di far tornare Barrett alla musica.
Nel 2016, in onore del settantesimo anniversario della nascita, il Teatro dell'Assurdo, un gruppo di artisti indipendente, pubblica il cortometraggio Eclipse, con l'attore-regista Edgar Blake nel ruolo di Barrett. Il film viene scelto per essere proiettato durante il Syd Barrett - A celebration memorial festival, un concerto-tributo organizzato dalla band svedese Men on the Border, che si svolge a Cambridge il 27 ottobre 2016 alla presenza dei familiari e degli amici di Barrett.

## Disturbi mentali
Molti si sono chiesti di quale malattia realmente soffrisse Barrett. Sono state avanzate le ipotesi della schizofrenia, del disturbo bipolare e della sindrome di Asperger senza che la sua patologia fosse mai chiarita del tutto. L'uso di droghe psicotrope da parte di Barrett, negli anni sessanta, è ampiamente documentato. In parecchi ritengono che le droghe siano state il fattore scatenante della sua follia.
(Richard Wright)
Ben documentate sono anche le sue "performance" sul palco e fuori. Per June Bolan, i campanelli d'allarme iniziarono quando Syd tenne prigioniera in camera la sua ragazza per tre giorni, lasciando occasionalmente scivolare sotto la porta una porzione di biscotti. Secondo il critico Jonathan Meades, in un'occasione fu compiuto un atto di crudeltà verso Barrett, da parte dei roadies. Secondo il racconto, smentito da Storm Thorgerson, «Raggiunsi l'appartamento [di Barrett] per vedere Harry, e sentii questo gran fracasso, come tubi del riscaldamento che vibrano. Io dissi "Cosa sta succedendo?" Lui ridacchiò e mi rispose: "Questo è Syd che sta avendo un bad trip. L'abbiamo messo nell'armadio"». Sempre Storm Thorgerson racconta dell'umore estremamente incostante di Syd, raccontando come, in un'occasione, dovette tirarlo via a forza da Lyndsey (la sua ragazza), perché smettesse di colpirla in testa con un mandolino.
David Gilmour, in un'intervista al National Post, fornì una sua diagnosi: ipotizzò che Barrett potesse essere epilettico e che le luci del palco unite al consumo di droghe avrebbero provocato crisi parziali, scambiate per malattia mentale.

## Vita privata
Barrett, secondo sua sorella Rosemary, iniziò a interessarsi di fotografia e a volte andavano insieme al mare. Disse anche che mostrava un vivo interesse per l'arte e l'orticoltura e continuava a dedicarsi alla pittura: "Molto spesso prendeva il treno da solo per Londra per vedere le principali collezioni d'arte e amava i fiori. Faceva regolari viaggi ai giardini botanici e alle dalie dell'Abbazia di Anglesey, vicino a Lode. Ma ovviamente la sua passione era la pittura."
Barrett ebbe rapporti con varie donne, come Libby Gausden; Lindsay Korner; Jenny Guglie; e Evelyn "Iggy" Rose (1947–2017), nata nell'India prima della Partizione (poi Pakistan Orientale, l'odierno Bangladesh) da madre di etnia Mizo, (alias "Iggy the Eskimo", "Iggy the Inuit"), apparsa sul retro di copertina di The Madcap Laughs. Non si sposò mai né ebbe figli, anche se fu brevemente fidanzato e stava per sposare Gayla Pinion e aveva pianificato di trasferirsi a Oxford.

## Discografia

### Da solista

#### Album in studio
- 1970 – The Madcap Laughs
- 1970 – Barrett

#### EP
- 1987 – Syd Barrett - The Peel Session

#### Album dal vivo
- 2004 – The Radio One Sessions

#### Raccolte
- 1974 – Syd Barrett
- 1988 – Opel
- 1992 – Octopus: The Best of Syd Barrett
- 1993 – Crazy Diamond
- 2001 – The Best of Syd Barrett: Wouldn't You Miss Me?
- 2010 – An Introduction to Syd Barrett (postumo)

#### Singoli
- 1969 – Octopus/Golden Hair

### Con i Pink Floyd

#### Album in studio
- 1967 - The Piper at the Gates of Dawn
- 1968 - A Saucerful of Secrets

#### EP
- 2015 - 1965: Their First Recordings (postumo)

#### Raccolte
- 1970 - The Best of the Pink Floyd
- 1971 - Relics
- 1973 - A Nice Pair
- 2016 - Cre/ation - The Early Years 1967-1972 (postumo)

#### Box set
- 2016 - The Early Years 1965-1972 (postumo)

## Filmografia
- 1966 – Syd Barrett's First Trip diretto da Nigel Lesmoir-Gordon
- 1967 – London '66-'67
- 1967 – Tonite Let's All Make Love in London
- 2003 – The Pink Floyd and Syd Barrett Story